# Foryska
Foryska (Staw Foryśka) – niewielki staw położony przy Osiedlu Piaśniki II w Świętochłowicach, województwo śląskie na terenie użytku ekologicznego Staw Foryśka. Jest jednym z cenniejszych pod względem przyrodniczym obiektów na terenie miasta. W samym akwenie i w jego bezpośrednim otoczeniu żyje stosunkowo dużo gatunków zwierząt rzadkich w skali regionu i podlegających w Polsce ochronie prawnej.

## Flora
Linię brzegową porasta roślinność wynurzona tworząc miejscami dość szerokie pasma szuwarów, w których dominuje głównie pałka (Typha sp.). Miejscami brzegi stawu porastają wierzby (Salix sp.), bez czarny (Sambucus nigra) i inne, w większości nasadzane, drzewa i krzewy oraz gęste zarośla rdestowca (Reynoutria sp.). Ta ostatnia roślina jest obcym i niezwykle ekspansywnym gatunkiem inwazyjnym, wypierającym w wielu miejscach gatunki rodzime. Dookoła stawu występuje głównie obszar łąkowy, część zajmuje hałda, a na niej topolowy zagajnik.

## Fauna

### Ptaki
Niewątpliwie przyrodniczą atrakcją na tym terenie jest gniazdowanie w nadbrzeżnych zaroślach remiza (Remiz pendulinus). W szuwarach otaczających zbiornik wodny licznie gniazdują łyski (Fulica atra) oraz kokoszki wodne (Gallinula chloropus). Na stawie występują również kaczki krzyżówki (Anas platyrhynchos), najpospolitszy w Polsce gatunek kaczek. Część ptaków zakłada (lub usiłuje zakładać) tu gniazda, część zalatuje nad zbiornik jedynie czasowo. Na tafli wodnej można łatwo zaobserwować charakterystyczne sylwetki perkoza dwuczubego (Podiceps cristatus) i rybitwy czarnej (Chlidonias niger), a nad nią jaskółki oknówki (Riparia riparia). W zaroślach nadwodnych zakładają swe gniazda drobne ptaki śpiewające jak np. łozówki (Acrocephalus palustris), potrzosy (Emberiza schoeniclus) oraz cierniówki (Sylvia communis). Wszystkie wymienione powyżej gatunki ptaków objęte są w Polsce ochroną prawną.

### Płazy
Wzdłuż brzegu akwenu i w szuwarach występują żaby z grupy zielonych, należące prawdopodobnie do gatunku żaba jeziorkowa (Rana lessonae). W pobliżu zbiornika występują też nielicznie inne gatunki płazów, które odbywają w nim gody. Spotkać tu można traszkę zwyczajną (Triturus vulgaris) oraz ropuchę szarą (Bufo bufo) czy żabę trawną (Rana temporaria).

### Ryby
W samym zbiorniku, żyje kilka gatunków ryb i akwen ten jest wykorzystywany przez wędkarzy. Spotykamy tu wzdręgi (Scardinius erythrophthalmus), karasie srebrzyste (Carassius gibelio), karasie pospolite (Carassius carassius), słonecznice (Leucaspius delineatus), a także karpie (Cyprinus carpio), wprowadzone tu celowo przez wędkarzy.

### Owady
W wodzie rozwijają się również bezkręgowce stanowiące ważne ogniwo w sieci pokarmowej kręgowców. Z owadów spotykane są tu larwy ochotek (Chironomidae) i innych muchówek, jak również larwy ważek (Odonata) oraz chrząszczy wodnych. Na tafli wody można obserwować nartnikowate (Gerridae), reprezentujące rząd pluskwiaków różnoskrzydłych (Heteroptera).

## Ochrona
Uchwałą Rady Miejskiej w Świętochłowicach nr VIII/76/2003 z 20 sierpnia 2003 roku (Dz. Urz. Woj. Śl. z 10.10.2003 r. Nr 92, poz. 2447) utworzono użytek ekologiczny Staw Foryśka o powierzchni 5,7 ha, obejmujący ochroną tenże akwen i przylegający teren. Ustawiono tablice dydaktyczne, które prezentują wybraną florę i faunę tego miejsca. Stawem zajmuje się lokalne koło wędkarskie.